# Trimark Pictures
Trimark Pictures (lub po prostu Trimark) – amerykańska wytwórnia filmowa, zajmująca się dystrybucją filmów do użytku domowego, powstała jako Vidmark Entertainment w 1984 roku przez Marka Amina, należała wówczas do spółki holdingowej Vidmark Inc. (później Trimark Holdings Inc.).
Jako mała wytwórnia specjalizowała się w dystrybucji teatralnych i niezależnych tytułów filmowych. W 2000 roku firma połączyła się z Lionsgate. Z dniem 12 marca 2001 roku zaprzestała działalności i została zlikwidowana.

## Wydane filmy

### Filmy direct-to-video
| Data wydania         | Tytuł | Uwagi                                   |
| -------------------- | --- | --------------------------------------- |
| 18 marca 1988        | Jaskinia demonów (Demonwarp)                                                                                            |                                         |
| 30 listopada 1988    | Body Beat |                                         |
| 9 lutego 1990        | The Sleeping Car |                                         |
| 15 września 1990     | Spirits | dystrybucja; koprodukcja z Cinema Group |
| 26 września 1990     | Szef mafii (Mob Boss)                                                                                                   | koprodukcja z American Independent      |
| 17 kwietnia 1991     | Black Magic Woman |                                         |
| 27 września 1993     | Grom w raju (Thunder in Paradise)                                                                                       |                                         |
| 2 listopada 1994     | Niebezpieczny dotyk (Dangerous Touch)                                                                                   |                                         |
| 9 listopada 1994     | Hong Kong 97 (Hong Kong '97)                                                                                            |                                         |
| 27 czerwca 1995      | Karzeł 3 (Leprechaun 3)                                                                                                 |                                         |
| 12 marca 1996        | Prawdziwa zbrodnia (True Crime)                                                                                         |                                         |
| 3 września 1996      | Czasem oni wracają (Sometimes They Come Back... Again)                                                                  |                                         |
| 7 października 1996  | Syndrom Pinocchia (Pinnochio's Revenge)                                                                                 |                                         |
| 25 lutego 1997       | Karzeł 4 (Leprechaun 4: In Space)                                                                                       |                                         |
| 28 lipca 1998        | A Kid in Aladdin's Palace                                                                                               |                                         |
| 27 kwietnia 1999     | Kobra królewska (King Cobra)                                                                                            |                                         |
| 7 września 1999      | Czasami wracają... po więcej (Sometimes They Come Back... for More)                                                     |                                         |
| 12 października 1999 | Czarnoksiężnik 3: Koniec niewinności (Warlock III: The End of Innocence)                                                |                                         |
| 27 grudnia 1999      | Turbulencja 2: Strach przed lataniem (Turbulence 2: Fear of Flying)                                                     |                                         |
| 28 marca 2000        | Karzeł 5 (Leprechaun in the Hood)                                                                                       |                                         |
| 23 maja 2000         | Zabawa w chowanego (Cord)                                                                                               |                                         |
| 17 października 2000 | Piszcz, jeśli wiesz co zrobiłem w ostatni piątek trzynastego (Shriek If You Know What I Did Last Friday the Thirteenth) |                                         |
| 13 marca 2001        | Jak wyrwać laskę (Killer Bud)                                                                                           |                                         |
| 13 maja 2001         | Turbulencja 3 (Turbulence 3: Heavy Metal)                                                                               |                                         |
| 26 czerwca 2001      | Blood Surf |                                         |